# Treillières
Treillières – miejscowość i gmina we Francji, w regionie Kraj Loary, w departamencie Loara Atlantycka.
Według danych na rok 2010 gminę zamieszkiwało 7965 osób, a gęstość zaludnienia wynosiła 273 osoby/km².